# Echthromyrmex insularis
Echthromyrmex insularis är en insektsart som beskrevs av Douglas E. Kimmins 1961. Echthromyrmex insularis ingår i släktet Echthromyrmex och familjen myrlejonsländor. Inga underarter finns listade i Catalogue of Life.